# Столничены (Унгенский район)
Столничены (рум. Stolniceni, Столничень) — село в Унгенском районе Молдавии. Наряду с сёлами Чоропканы и Булхак входит в состав коммуны Чоропканы.

## История
В 1944 году в селе располагался военно-хирургический пункт.
В настоящее время в селе находится мемориал «Братская могила» в память о воинах и односельчанах, погибших в годы Великой Отечественной войны.

## География
Село расположено на высоте 77 метров над уровнем моря.

## Население
По данным переписи населения 2004 года, в селе Столничень проживает 879 человек (421 мужчина, 458 женщин).
Этнический состав села:
| Национальность | Число жителей | Процентный состав |
| -------------- | ------------- | ----------------- |
| молдаване      | 833           | 94.77             |
| украинцы       | 40            | 4.55              |
| русские        | 3             | 0.34              |
| румыны         | 2             | 0.23              |
| прочие         | 1             | 0.11              |
| Всего          | 879           | 100%              |